# 崔勵
崔励（481年—528年），字彦德，東清河郡鄃县（今山东省淄博市临淄区）人，南北朝北魏官员。

## 生平
崔励被举荐为秀才，本应担任中军彭城王参军、秘书郎中，但因父亲崔光负责著作方面的事务，他坚决推辞，没有接受这一任命。历任员外散骑侍郎、太尉记室、散骑侍郎，后因继母去世，辞官服丧。神龟年间，被任命为司空从事中郎。正光二年（521年），任中书侍郎。领军将军元叉担任明堂大将时，崔励在其麾下担任长史。他与堂兄崔鸿一同闻名。正光四年（523年）十月，前来探望父亲崔光病情的魏孝明帝任命他为征虏将军、齐州刺史。正光五年（524年）春，他将父亲安葬在乡里。孝明帝派遣主书张文伯前去宣读悼词。孝昌元年（525年）十二月，他被任命为太尉长史，同时担任齐州大中正，继承了父亲平恩县侯的爵位。建义元年（528年），在河阴之变中被杀害，享年四十八岁。被追赠侍中、卫将军、仪同三司、青州刺史。

## 家族
祖籍清河郡东武城县（今河北省衡水市故城县）。父崔光，崔励为长子。

### 子女
- 崔挹，嗣爵，東魏武定末年，北齐受禅，降爵
- 崔損，官至儀同開府主簿